# Ernesto Figueiredo
Ernesto de Figueiredo (Tomar, 1937. július 6. –)  portugál válogatott labdarúgó.

## Pályafutása

### A válogatottban
1966 és 1969 között 6 alkalommal szerepelt a portugál válogatottban. Részt vett az 1966-os világbajnokságon.

## Sikerei, díjai
Sporting
- Portugál bajnok (2): 1961–62, 1965–66
- Portugál kupa (1): 1962–63
- Kupagyőztesek Európa-kupája (1): 1963–64

Portugália
- Világbajnoki bronzérmes (1): 1966